# 古冈遗谱
《古岡遺譜》是一部古琴譜，對嶺南琴派的形成產生了很大的影響，但它無任何版本存世，只有一些聲稱是出自該譜的古琴曲散見于《悟雪山房琴譜》等琴譜:35。它的年代也存疑，一說為宋代琴譜，但也有可能是出現於明清:46。

## 歷史
據說它是宋末皇室成員帶到廣東地區，元代刊印而成的，但此說可能並不正確，《古岡遺譜》一名本身最早只見於1836年左右成書的《悟雪山房琴譜》:57，綜合琴曲風格分析，該譜應該是明清時期才成書，甚至可能根本就不是一部琴譜，而是嶺南琴人某些傳習琴曲的統稱:58-60。

## 內容
《古岡遺譜》的琴曲見于《悟雪山房琴譜》、香港容氏家傳譜和楊新倫傳譜。謝導秀（楊新倫的弟子）《寶樹堂琴譜》的卷二即以《古岡遺譜》之名命名，楊新倫的傳譜收錄於其中，共《碧澗流泉》、《漁樵問答》、《鷗鷺忘機》、《懷古》、《玉樹臨風》、《神化引》、《雙鶴聽泉》和《烏夜啼》八曲。而《烏夜啼》據謝所說，“無證據證明是《古岡遺譜》所刊曲子”，只是因為它為楊新倫所喜，且是嶺南派代表曲目，所以才列入其中。:36
《悟雪山房琴譜》和容家傳譜中題為《古岡遺譜》的曲子只有《碧澗流泉》、《漁樵問答》、《鷗鷺忘機》和《懷古》四首:36。1948年，容家的容心言在廣州時將家譜（慶瑞手稿:35）中的《懷古》、《碧澗流泉》並《玉樹臨風》、《雙鶴聽泉》和《神化引》抄寫給廣州琴人，註明來自《古岡遺譜》，在1955年7月8日，容心言寫給招鑒芬的信中仍說“雅念《古岡遺譜》五曲，弟時有撫弄”:49。但實際上在容家原譜內《玉樹臨風》、《雙鶴聽泉》和《神化引》只註有“參訂古譜”的字樣，並未寫明是來自《古岡遺譜》。:37